# Овраги (станція)
Овра́ги (також Байраки) — вантажна залізнична станція Луганської дирекції Донецької залізниці на лінії Кипуча — Овраги, є тупиковою, найближча станція Кипуча (6 км). Розташована у місті Перевальськ Перевальського району Луганської області.
Через військову агресію Росії на сході Україні транспортне сполучення припинене.